# Bambari
Bambari er en by i det sydlige Centralafrikanske Republik, med et indbyggertal (pr. 2003) på cirka 41.000. Byen er hovedstad i præfekturet Ouaka.